# Hawaiʻi State Route 465
Die Hawaiʻi State Route 465 ist die zweitkürzeste State Route auf der Insel Molokaʻi im Bundesstaat Hawaiʻi. Sie liegt komplett im Maui County.

## Verlauf
Die nur rund 2,1 Meilen (3,4 Kilometer) lange, auch als Airport Loop bekannte Straße, umgeht nördlich den Molokai Airport und beginnt und endet an der Hawaiʻi State Route 460.